# Ypthima cachani
Ypthima cachani är en fjärilsart som beskrevs av Renaud Maurice Adrien Paulian 1950. Ypthima cachani ingår i släktet Ypthima och familjen praktfjärilar. Inga underarter finns listade i Catalogue of Life.